# Valtice
Valtice é uma cidade checa localizada na região de Morávia do Sul, distrito de Břeclav‎.

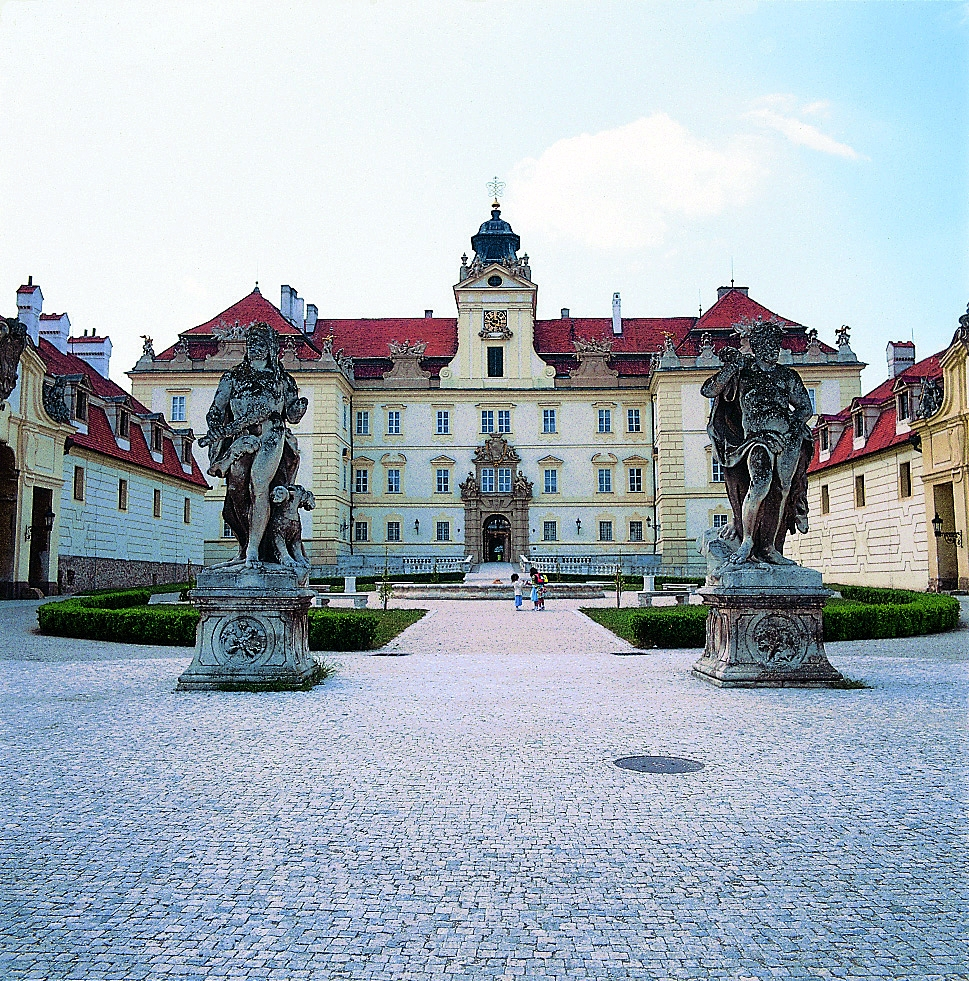
Castelo de Valtice costumava ser a principal residência da família principesca do Liechtenstein, até a Segunda Guerra Mundial (1939-1945).